# New Bataan
New Bataan ist eine philippinische Stadtgemeinde in der Provinz Davao de Oro. Sie hat 47.726 Einwohner (Zensus 1. August 2015).

## Baranggays
New Bataan ist politisch in 14 Baranggays unterteilt.
- Bantacan
- Batinao
- Camanlangan
- Cogonon
- Fatima
- Katipunan
- Magsaysay
- Magangit
- Pagsabangan
- Panag
- Cabinuangan (Pob.)
- San Roque
- Andap
- Kahayag